# 히스테리 연구
히스테리에 관한 연구(독일어: Studien über Hysterie, 영어: Studies on Hysteria) 또는 히스테리 연구는 정신 분석학의 창시자인 지그문트 프로이트와 의사 요제프 브로이어의 1895년 저서이다. 공동 소개서(1893년부터 재 인쇄)로 구성되어 있다. 조셉 브레우어(Breuer)의 유명한 안나 오(Anna O.) 사례로 정신 분석학 발전의 주요 계기이다, 에미 본 엔(Emmy von N, 실명 Fanny Moser)의 평가가 포함된 프로이트(Freud)의 논문  그리고 브로이어(Breuer)의 이론적인 에세이와 프로이트(Freud)의 치료법에 대한 실습 중심의 논문으로 기술된다.

## 같이 보기
- 전환 장애